# Péfloxacine
La péfloxacine est une molécule antibiotique, de la classe des quinolones.

## Mode d'action
La péfloxacine inhibe l'ADN gyrase bactérienne.